# Paramount Records

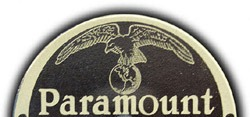
Logo der Paramount Records

Paramount Records war ein US-amerikanisches Plattenlabel, das von 1918 bis 1932 bestand und insbesondere für seine Aufnahmen aus dem Bereich Jazz und Blues bekannt wurde. Das Unternehmen ist nicht mit der Filmproduktionsfirma Paramount Pictures zu verwechseln, zu der sie zeit ihres Bestehens keine Beziehung hatte.

## Geschichte

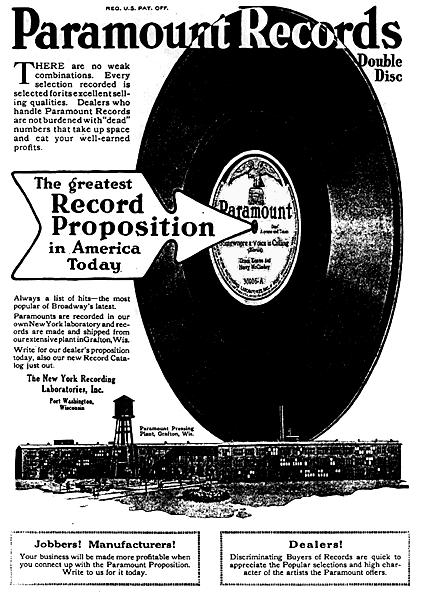
Werbung für Paramount Records

### Gründung
Paramount Records wurde als Tochterunternehmen einer Möbelfirma, der Wisconsin Chair Company aus Grafton gegründet. Diese hatten für Edison Records einige Grammophonschränkchen hergestellt und daraufhin als United Phonograph Corporation eine eigene Grammophonmarke namens Vista ins Leben gerufen. Als Ergänzung dazu wurde dann 1918 Paramount gegründet. Als Aufnahmestudio und Presswerk diente eine separate Tochter der Wisconsin Chair Company, die New York Recording Laboratories, Incorporated, welche ungeachtet ihres Namens ebenfalls im Fabrikkomplex der Mutterfirma in Wisconsin ansässig war. Der irreführende Name sollte wahrscheinlich Nähe zur Musikmetropole New York suggerieren und so Marktvorteile bringen, in Anzeigen findet sich der Satz: „Paramounts are recorded in our own New York laboratory“, zu deutsch ungefähr „Paramount-(Platten) werden in unserem eigenen New York(-er) Labor aufgenommen.“
Während ihrer Anfangsjahre war das Unternehmen nicht besonders erfolgreich. Herausragende Interpreten fehlten, die Aufnahme- und Pressqualität war so unterdurchschnittlich, dass das Unternehmen 1926, als sie mit Blind Lemon Jeffersons Got the Blues / Long Lonesome Blues einen Hit landete, Jefferson die Stücke in einem besseren Studio erneut aufnehmen musste, die neue Version ersetzte die alte daraufhin kommentarlos.

### Aufstieg
Auch zu Anfang der 1920er Jahre blieb das Unternehmen defizitär, das Presswerk wurde daraufhin an den Konkurrenten Black Swan Records vermietet. Nach deren Bankrott begann das Unternehmen dann mit der Herstellung von "Race Music", also Aufnahmen von afroamerikanischen Musikern, die sich speziell an ein afroamerikanisches Publikum richtete. Mit dieser Entscheidung begann die wirtschaftlich wie künstlerisch erfolgreichste Phase der Firma. Da der Firma der Markt selbst inhaltlich fremd war, führten Talentsucher wie J. Mayo Williams oder H.C. Speir Paramount vielversprechende Künstler zu, darunter einige der berühmtesten Namen des Blues wie Ma Rainey, Charley Patton und Blind Lemon Jefferson. Rund ein Viertel aller bekannten Blues-Schallplatten der Zeit wurden von Paramount veröffentlicht.

### Ende
Die Blütephase von Paramount hielt jedoch nur kurze Zeit an, mit der Weltwirtschaftskrise von 1929 an verarmte insbesondere die Unterschicht extrem, zu der die afroamerikanische Zielgruppe fast vollständig gehörte, Luxusgüter wie Schallplatten waren daher fast unverkäuflich. Durch Preissenkungen versuchte Paramount diesem Ausfall zu begegnen, um die Kosten zu senken wurde daraufhin z. B. zum Pressen der Platten ausgesprochen schlechtes Material verwandt. Trotz dieser und weiterer Maßnahmen gelang es Paramount nicht, auf Dauer zu überleben, im Sommer 1932 wurde die gesamte Firma geschlossen. 
1942 erwarb John Steiner das Unternehmen, er veröffentlichte die alten Aufnahmen erneut, ergänzte den Katalog aber auch um Neuaufnahmen. 1970 wiederum erwarb George H. Buck das Unternehmen, verkaufte die Namensrechte an Paramount Pictures und integrierte den Paramount-Katalog in sein Label Jazzology Records. 
Angeblich wurden die Master gemeinsam mit zahlreichen (neuwertigen) Platten 1932 zwecks Entsorgung in den Milwaukee River geworfen, tatsächlich sind die meisten Master nicht erhalten. Für Wiederveröffentlichungen von Paramount-Platten muss daher heute auf die veröffentlichten Platten zurückgegriffen werden, was aufgrund des erwähnt schlechten Pressmaterials und dem jahrzehntelangen Gebrauch der Tonträger zu hohen qualitativen Verlusten führt.